# 47è Comando
El 47è Comando (Royal Marine) és una formació de la mida del batalló dels Comandos britànics, formada l'agost de 1943 durant la Segona Guerra Mundial. El Comando va ser assignat a la 4a Brigada del Servei Especial i va servir al nord-oest d'Europa i va participar en el desembarcament de Normandia, operacions al voltant d'Ostende, Anvers i els Països Baixos abans de ser dissolt el gener de 1946. El Comando núm. 47 ha estat reformat recentment i ara es recupera en el seu antic paper d'atac amfibi, substituint el que era el 1r Grup d'Assalt de Royal Marines.

## Rerefons
Els Comandos britànics es van formar el 1940, per ordre de Winston Churchill, el Primer Ministre britànic. Va demanar tropes especialment entrenades per "desenvolupar un regnat de terror a la costa enemiga". Al principi eren una petita força de voluntaris que van dur a terme petites incursions contra els territoris ocupats enemics, però el 1943 el seu paper s'havia convertit en infanteria d'assalt lleugerament equipada, especialitzada a liderar desembarcaments amfibis.
L'home seleccionat com a comandant general de la força va ser l'almirall Sir Roger Keyes, un veterà dels desembarcaments de Gal·lípoli i de l'atac de Zeebrugge a la Primera Guerra Mundial. Inicialment, els Comandos eren una formació de l'exèrcit britànic, el primer Comando dels Royal Marines es va formar el 1942. Els Royal Marine Commandos, com tots els britànics, van fer el curs intensiu de comando de sis setmanes a Achnacarry. El curs a les Terres altes escoceses es va concentrar en fitnes, marxes de velocitat, entrenament amb armes, lectura de mapes, escalada, operacions de petites embarcacions i demolicions tant de dia com de nit.
El comandament núm. 47 (Royal Marine) sota el comandament del tinent coronel CF Phillips es va formar a partir del 10è batalló dels Royal Marines l'1 d'agost de 1943 i amb seu a Dorchester. Com tots els comandos, els homes del 47è Comando (Royal Marine) havien d'assistir al curs de comandos a Achnacarry. Després van ser assignats a la 4a Brigada del Servei Especial del Royal Marines juntament amb els Comandos núm. 41, núm. 46 i núm. 48 (Royal Marine). El 1943, la formació de comandos s'havia estandarditzat, en un petit quarter general, cinc tropes de combat, una tropa d'armes pesades i un escamot de senyals. Les tropes de combat estaven formades per 65 homes de tots els rangs dividits en dues seccions de 30 homes que al seu torn estaven dividides en tres subseccions de deu homes. La tropa d'armes pesades estava formada per equips de metralladores Vickers i morters de 3 polzades.

## Operacions

### Juny de 1944

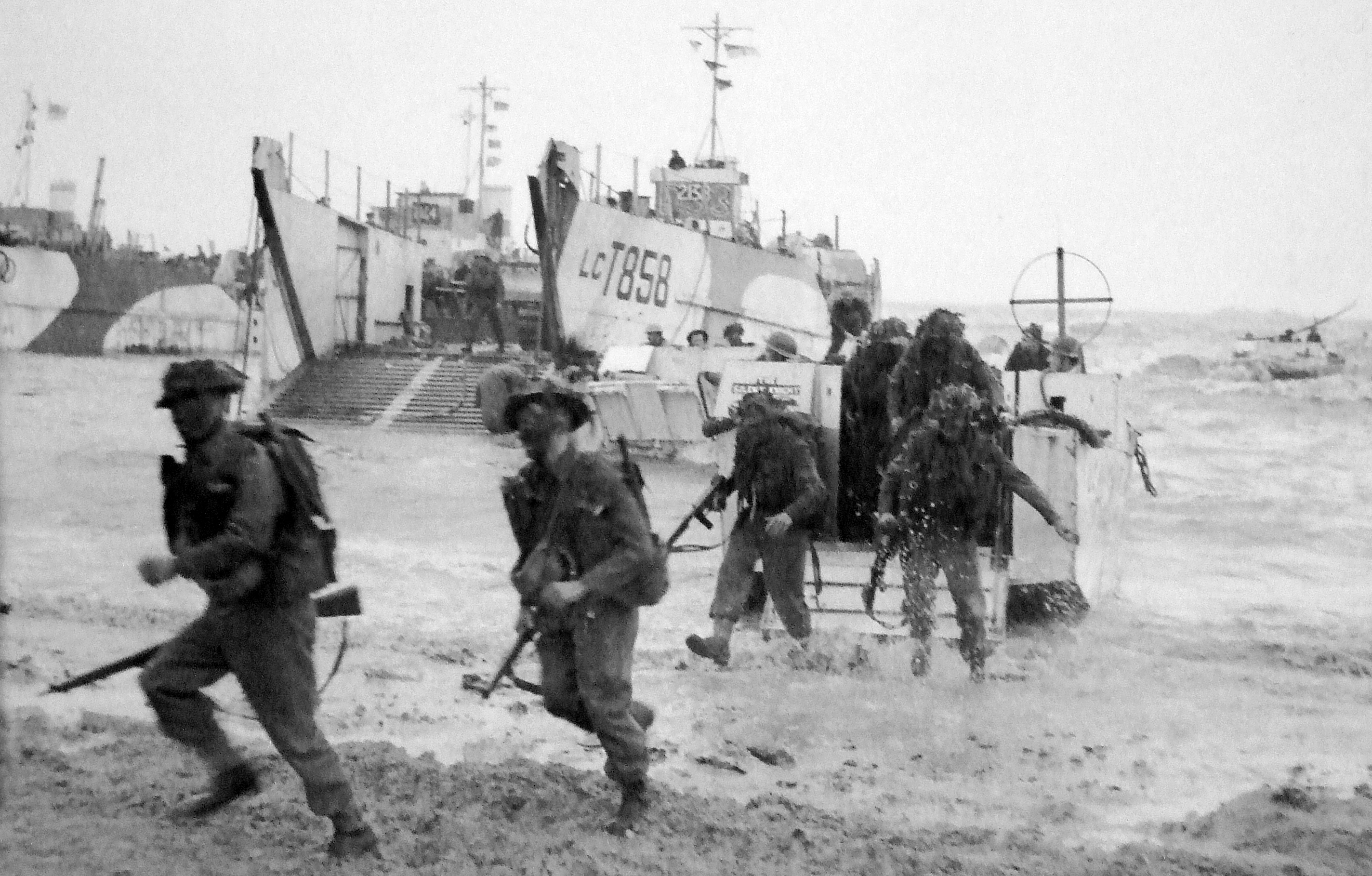
Comandos desembarcant a Gold Beach.

La primera operació del 47è Comando (Royal Marines) va ser l'operació Neptú, el desembarcament de Normandia més coneguda com el dia D el 6 de juny de 1944. El número 47 va desembarcar a Gold Beach a les 09:50 hores del 6 de juny prop de la ciutat d'Asnelles. Cinc de les Landing Craft Assault que portaven el Comando a terra van ser enfonsades per mines i obstacles a la platja amb la pèrdua de 76 dels 420 homes del Comando. Aquestes pèrdues van retardar l'avanç del Núm. 47 cap al seu objectiu principal el port de Port-en-Bessin. Sortint de les platges després del migdia, van lluitar a través de La Rosière i van atrinxerar-se al voltant d'Escures durant la nit abans del seu assalt previst a Port-en-Bessin el 7 de juny.
La captura de Port-en-Bessin amb el nom en clau Operació Aubery va ser essencial per als Aliats, que s'havia de convertir en el principal port de lliurament de combustible a Normandia fins que Cherbourg fos alliberat. L'assalt a Port-en-Bessin va començar a les 16:00 hores del 7 de juny, recolzat pel foc naval de suport, va ser capturat la tarda següent després de ferotges combats. El 8 de juny el número 47 ja tenia una força de 19 oficials i 259 altres rangs. La brigada va rebre l'ordre de traslladar-se a la zona de Douvres-la-Délivrande i després va rebre l'ordre de moure's a l'est del riu Orne per reforçar la 6a Divisió Aerotransportada.
L'11 de juny, la 4a Brigada de Serveis Especials havia de fer-se càrrec de l'àrea ocupada pel 12è Batalló de Paracaigudistes No. 48 Comando ocupat Hauger i el No. 47 es va mantenir en reserva a Ecarde. Els reforços del comando de retenció al Regne Unit van portar la força del número 47 fins a 23 oficials i 357 graus més. El Comando va dur a terme patrullatges, excavant camps de mines i erigint filferro de pues. El 18 de juny, el Núm. 47 cedí el comandament al Núm 46 i traslladat a la carretera del pont de Sallenelles a Orne i conservat en reserva. Es van mantenir en reserva durant una setmana abans de tornar a prendre el relleu del número 46.

### Agost de 1944
L'1 d'agost el número 47 es va traslladar a la zona de Le Plein per fer-se càrrec de les posicions ocupades pel 3r Comando. El 6 d'agost el número 47 va rebre l'ordre de rellevar la brigada de la 49a Divisió (West Riding) a l'oest de Troarn. Les patrulles van portar a l'alliberament de St. Parr i la 4a Brigada del Servei Especial es va traslladar fins al riu Dives i Troarn va ser alliberat. El 19 d'agost el Núm. 47 va travessar el riu Dives i va ocupar una posició més enllà de les unitats capdavanteres de la 6a Divisió Aerotransportada i el 20 d'agost va creuar l'afluent del Dives, a Putot en Auge per ocupar una posició a la dreta del 46è Comando. Durant la nit del 20 al 21 d'agost van pujar amb el 41è Comando per dur a terme un atac d'alba a Dozule que va ser ocupat sense cap resistència. El 22 d'agost el número 47 va pujar a Fonts de la Cressonre al sud-oest de Pont L'Eveque i va tornar a passar a la reserva. Els atacs previstos per als dies 23 i 24 d'agost van ser cancel·lats perquè els alemanys s'havien retirat i l'avanç de la brigada va continuar. El 24 d'agost, la Tropa Y es va dissoldre a causa de les baixes i els seus homes restants es van dividir entre les altres tropes i el Comando va ser transportat a la zona de Beuzeville i va rebre ordres d'avançar cap al riu Sena i tallar el pas als alemanys en retirada. El 26 d'agost Toutainville va ser alliberat i la Brigada va descansar fins al 31 d'agost quan van passar al comandament del I Cos) i la 6a Divisió Aerotransportada i la 1a Brigada de Serveis Especials van tornar al Regne Unit. La 4a Brigada de Serveis Especials va ser traslladada per carretera fins al ferri que creuava el riu Sena a Duclair, travessant el riu en vaixells d'assalt, van ocupar una línia al llarg de la carretera de Barentin a Le Havre.

### Setembre de 1944
L'1 de setembre, desplaçant-se de nou per carretera, la brigada es va traslladar a Cany Barville i el 2 de setembre va ocupar Fecamp, que va tallar la guarnició alemanya a Le Havre. L'avanç va continuar el 15 de setembre i la nit del 17/18 de setembre el número 47 es trobava a la zona al nord de Dunkerque prenent les posicions a Ghyvelde dels canadencs. Aquí van romandre fins al 26 de setembre, quan van ser rellevats pel 7th Black Watch. Després de ser rellevats, es van traslladar a Wenduine el 27 de setembre i es van preparar per a operacions amfíbies. L'entrenament amb L.V.T. es va dur a terme a les dunes de sorra entre Wenduine i Ostende i el Comando es van portar al màxim. També va arribar un destacament de la tropa núm. 2 (holandesa), el Comando núm. 10 (interaliat). L'entrenament havia estat per a l'operació Infatuate la invasió de l'illa de Walcheren i a finals d'octubre el número 47 es va traslladar a Ostende i es va embarcar en llanxes de desembarcament.

#### Batalla de l'Escalda
La batalla de l'Escalda va començar l'1 de novembre de 1944, amb la 4a Brigada de Serveis Especials assignada per dur a terme un assalt marítim a l'illa de Walcheren. La brigada estava formada ara com el número 41, el número 47, el número 48, el número 10 (interaliat) i el número 4. Els Royal Marine Commandos atacarien Westkapelle amb el número 47 desembarcant en una petita franja de sorra a la dreta de Westkapple, en una bretxa al dic causada pels bombardeigs de la Royal Air Force, abans de l'atac.
El 41è Comando va desembarcar primer i es va traslladar al nord fins a Domburg, el comando número 48 va anar al sud cap a Zoutelande i va ser seguit pel Comando número 47. El Comando núm. 47 es va dividir quan dos dels LCT que els portaven a terra van encallar al costat nord de la bretxa en lloc del costat sud. A causa de la divisió de la força núm. 47 no es va reunir fins a les 19:00 hores al sud de l'estació de radar havent patit la pèrdua de 30 homes i gran part del seu equip de ràdio. El 2 de novembre el número 47 va passar pel número 48 i es va fer càrrec de l'avanç cap a l'escletxa de Flushing. Es van trobar una lleugera oposició fins que van arribar a la bateria d'artilleria W11 i van fer un atac sense èxit aquell vespre perdent els cinc comandants de la tropa. Excavant durant la nit van rebutjar un assalt alemany i finalment van capturar la bateria d'artilleria i la resta de l'illa el 3 de novembre. El 10 de novembre van ser traslladats de nou a Breskens i després a Wenduine.
El 22 de desembre amb poca antelació, el Comando No. 47 es va traslladar a Breda per passar al Comando del brigadier ET Boylan i es va convertir en la reserva mòbil del I Cos coneguda com Paddy Force. El 24 de desembre es van traslladar de nou a Oosterhout i van realitzar patrulles al llarg del Mosa sota el Comando de la 1a Divisió Blindada Polonesa. El 28 de desembre, tres tropes del Comando No. 48 van passar al Comando durant quinze dies. El 30 de desembre, el comandant al tinent coronel CF Phillips va rebre el Comando de la 116a Brigada de la Marina Reial, una formació no comandada de la Royal Marine. Va ser substituït com a comandant pel tinent coronel Donnell.

### 1945
A principis de gener, el Comando núm. 47 va dur a terme patrulles als dos marges del Mosa i van ser ells mateixos emboscats dues vegades per les patrulles alemanyes que feien el mateix. El 9 de gener van ser traslladats de la línia per a l'entrenament a Bergen op Zoom per a l'operació Horse, un assalt a l'illa de Kapelsche Veer prevista per a la nit del 13/14 de gener. L'assalt va començar a la 01:00 hores amb la tropa Q i la tropa núm. 5 (noruega), el Comando núm. 10 (interaliat) atacant el flanc dret recolzat per blindatge i artilleria des del continent, mentre que la resta del número 47 va atacar. el flanc esquerre. L'atac des dels dos flancs simultàniament sota un fort foc de morter va provocar nombroses baixes. A les 05:00 hores es va fer evident que l'objectiu estava massa defensat perquè una unitat de comando lleugerament armada pogués capturar-se sola, de manera que es va retirar el número 47. L'illa va ser finalment capturada per una brigada d'infanteria canadenca amb suport d'artilleria i blindats.
Després del seu assalt fallit, el número 47 va ser traslladat de nou a Bergen op Zoom el 16 de gener i després de nou a l'illa Walcheren el 17 de gener. On es van fer càrrec de les tasques de guarnició del Comando número 41 el 18 de gener. Mentre a Walcheren van rebre uns 100 reforços que van portar el número 47 gairebé al màxim. El 12 de març el número 47 es va traslladar a North Beveland per rellevar el Comando número 4 que es va completar el 16 de març. El Comando núm. 47 tenia ara la tasca d'entrenar el 3r Batalló d'Infanteria, l'Exèrcit Reial dels Països Baixos format per homes a la zona alliberada dels Països Baixos. El Comando número 47 encara eren aquí quan la guerra a Europa va acabar el 8 de maig.
El 20 d'agost el Comando No. 47 es va convertir en el primer Comando de la Marina Reial a tenir una tropa de l'Exèrcit. Cap altre Comando tenia una barreja tan semblant de personal de l'Exèrcit i la Marina Reial. El 31 d'agost es van traslladar a Oer-Erkenschwick on van ser encarregats de l'administració dels desplaçats. El 2 de novembre el Comando número 47 es va traslladar a Warburg i se'ls va informar que aviat tornarien al Regne Unit. Sortint d'Alemanya el 27 de novembre van arribar a Haywards Heath el 28 de novembre on van romandre fins que van ser dissolts el 31 de gener de 1946.

## Llegat
El Comando núm. 47 (Royal Marines) juntament amb tots els comandos de l'exèrcit es van dissoldre després de la Segona Guerra Mundial i el paper de comando va ser assumit pels Royal Marines. No obstant això, l'actual  Regiment de Paracaigudistes, el Servei Aeri Especial i el Servei de Vaixells Especials poden rastrejar els seus orígens als Comandos.
El 5 de novembre de 2019 1 Assault Group Royal Marines (1 AGRM) va ser rebatejat com a 47 Commando (Raiding Group) Royal Marines, recuperant el nom del Commando original.

## Honors de batalla
Els següents honors de batalla van ser atorgats als Comandos britànics durant la Segona Guerra Mundial.
- Adriàtic
- Alethangyaw
- Aller
- Anzio
- Cap d'Argenta
- Birmània 1943–45
- Creta
- Dieppe
- Travessa de Dives
- Djebel Choucha
- Flushing
- Grècia 1944–45
- Itàlia 1943–45
- Kangaw
- Desembarcament a Porto San Venere
- Desembarcament a Sicília
- Leese
- Madagascar
- Orient Mitjà 1941, 1942, 1944
- Monte Ornito
- Myebon
- Desembarcament de Normandia
- Nord d'Àfrica 1941–43
- Nord-oest d'Europa 1942, 1944–1945
- Noruega 1941
- Persecució a Messina
- Rin
- St. Nazaire
- Salerno
- Sedjenane 1
- Sicília 1943
- Granja Steamroller
- Síria 1941
- Termoli
- Vaagso
- Valli di Comacchio
- Westkapelle

## Membres del 47è Comando condecorats
Bastants membres del 47è Comando van ser condecorats per les seves accions durant la Segona Guerra Mundial. Cal citar que el capità Terry Cousins fou proposat per rebre la Creu Victòria a títol pòstum per les seves accions durant la batalla de Port-en-Bessin, concessió que fou denegada.
- Orde del Servei Distingit 
  - Donnell, PM, Ty. Maj (A/Ty. Lt Col), No.47 RM Commando
  - Phillips, CF, Acting Lt/Col, RM, - DSO
  - Spencer, P, Captain, No.47 RM Commando

- Creu Militar 
  - Forfar, JO, Captain, RAMC, No.47 RM Commando,
  - Goldstein, I, Ty. Lt, S.A.U.D.F., No.47 RM Commando
  - James, WTB, Lt, No. 4 Cdo. & 47 RM Commando,
  - O'Brien, AP, Lt, No.47 RM Commando,
  - Walton, DH, Acting Ty. Major (Ty. Lt.), Royal Marines,

- Medalla Militar

- - Bryce, CK, Cpl, No.47 RM Commando
  - Ellis, WE, L/Sgt, No.47 RM Commando
  - Emsley, R, Marine, No.47 RM Commando
  - Esther, RWW, Acting Ty. Sgt, No.47 & 42 RM Commando
  - Flower, RT, Ty. Capt, No.47 RM Commando
  - Gadsden, DR, Marine, No.47 RM Commando
  - Gardner, DHG, Acting Ty. Sgt, No.47 RM Commando
  - Griffin, JA, Marine, No.47 RM Commando
  - Horsfield, H, Acting Ty. Sgt, No.47 RM Commando
  - Jesney, JAL, L/Cpl, RAMC, No.47 RM Commando
  - Kendrick, PG, L/Cpl, RAMC, No.47 RM Commando
  - Litherland, H, Acting Ty. Cpl, No.47 RM Commando
  - MacDonald, W, Marine, No.47 RM Commando
  - Packer, MC, Acting Ty. Sgt, No.47 RM Commando
  - Pymm, AL, Acting Ty. Cpl, No.47 RM Commando

- Creu del Servei Distingit
  - Haw, R, The Revd, Ty. Chaplain, No.47 & 45 RM Commando

- Membre de l'orde de l'Imperi Britànic 
  - Hughes, TL, Ty. Lt, No.47 RM Commando

- Creu de Guerra 1939-1945 (França)
  - Donnell, PM, Ty. Maj (A/Ty. Lt Col), No.47 RM Commando
  - Hooper, A, Ty. Sgt (A/Ty. Clr Sgt), No.47 RM Commando,
  - McKenna, GL, Marine, No.47 RM Commando

- Creu de Bronze (Països Baixos) 
  - Lloyd, RE, Ty. Lt, No.47 RM Commando
  - White, CH, Acting Ty. TSM, No.47 RM Commando

- Lleó de Bronze  (Països Baixos)
  - White, CH, Acting Ty. TSM, No.47 RM Commando